# Схетына, Гжегож
Гже́гож Ю́лиуш Схеты́на (пол. Grzegorz Juliusz Schetyna; род. 18 февраля 1963, Ополе, ПНР) — польский политик и государственный деятель, министр иностранных дел Польши с 22 сентября 2014 по 16 ноября 2015 года.
Маршал Сейма Польши с 8 июля 2010 по 7 ноября 2011 года, с момента избрания согласно Конституции Польши исполнял обязанности президента Польши вплоть до вступления 6 августа 2010 года в должность новоизбранного президента Бронислава Коморовского.

## Биография
До 1989 года Схетына был в оппозиции к коммунистам. Сначала он изучал право, а в 1990 году окончил философско-исторический факультет Вроцлавского университета. В университете он был в течение нескольких лет председателем Независимого союза студентов.
В 1991—1992 годах был заместителем Вроцлавского воеводы. Схетына является одним из основателей (совместно с Рафалом Дуткевичем) радиостанции «Радио Эска» в Нижней Силезии и владельцем баскетбольного клуба «Шлёнск».
В 1997—2007 годах избирался в Сейм Польши III, IV и V созывов сначала от Вроцлавского округа, а с 2005 от Легницы. На парламентских выборах в 2007 году был избран депутатом в сейм VI созыва, получив 54 345 голосов.
Он был членом Либерально-демократического конгресса и Унии Свободы. С 2001 года входит в «Гражданскую платформу» и является генеральным секретарём партии, а с 2006 года председателем Нижнесилезского отделения партии.
С 16 ноября 2007 по 14 октября 2009 года занимал одновременно посты министра внутренних дел и администрации и вице-премьера в правительстве Дональда Туска. Через два дня после отставки он был избран председателем парламентской фракции «Гражданской платформы».
5 июля 2010 года Схетына был выдвинут кандидатом от «Гражданской платформы» на пост маршала Сейма вместо Бронислава Коморовского, который был избран президентом Республики. 8 июля, 277 голосами против 121 при 16 воздержавшихся, избран спикером нижней палаты парламента. Одновременно он стал исполняющим обязанности Президента Республики Польша.
Оппозиционные политики оценивают Схетыну как заметную фигуру. Збигнев Зёбро считал Схетыну «серым кардиналом» кабинета Туска. Деятель «Права и справедливости» Беата Кемпа иронически отметила: «Это один из немногих господ в „Гражданской платформе“, кто здоровается в коридоре и не держит руки в карманах, когда разговаривает с женщинами».
С 26 января 2016 года по 2020 года являлся лидером «Гражданской платформы».

## Заявления

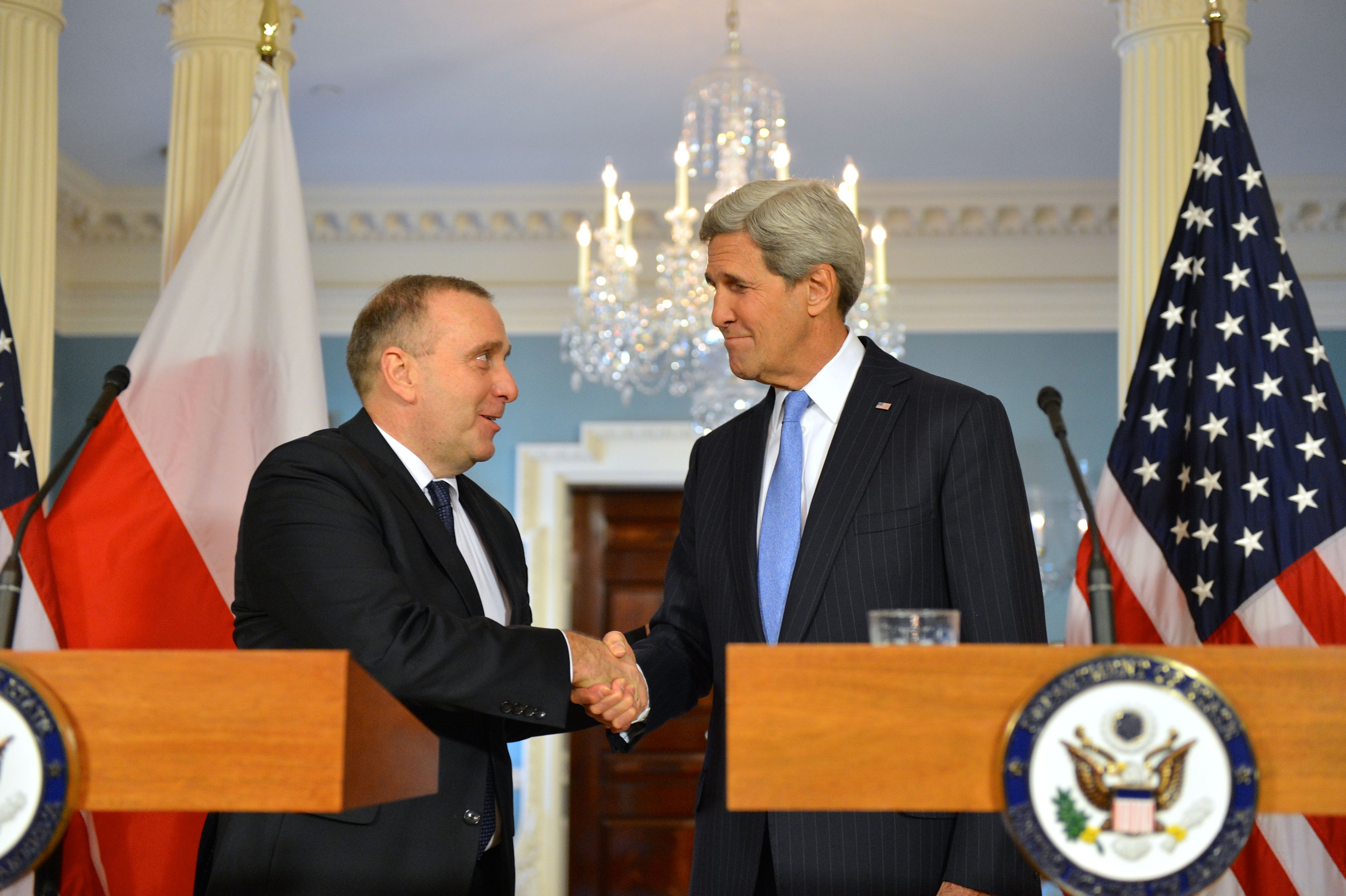
Гжегож Схетына и Джон Керри.
7 января 2015 года

21 января 2015 года, отвечая на вопрос Польского радио о причинах неприглашения президента России Владимира Путина на 70-ю годовщину освобождения концлагеря Освенцим, Схетына сказал:
«Первый украинский фронт и украинцы освобождали (лагерь). Так как в тот январский день там были украинские солдаты, то они и открывали ворота лагеря».
Заявление вызвало ряд негативных комментариев в СМИ, политиков, МИДа России.
Позже Схетына подтвердил свои слова, добавив:
«Первым танком, который разбил ворота Освенцима, управлял украинец Игорь Гаврилович Побирченко, к тому же позже известный как профессор в области арбитражного права».
Он отметил также, что на 1-м Украинском фронте было много украинцев: «Некоторые говорят, что около 50 процентов». На этом фоне МИД Польши опубликовало программу об Игоре Побирченко, а министерство обороны России — ряд документов, связанных с освобождением Освенцима, в частности, о национальном составе 60-й армии 1-го Украинского фронта.
2 февраля Схетына заявил, что праздновать День Победы в Москве «не является естественным», и поддержал предложение президента Польши Б. Коморовского провести церемонию в польском Вестерплатте. Комментируя это высказывание, заместитель министра иностранных дел России Григорий Карасин заявил, что Схетына покрывает позором не только себя, но и всю дипломатическую службу страны и политическую культуры Польши в целом.

## Семья
Женат, имеет дочь.